# Найп'янкіший округ у світі
«Найп'янкіший округ у світі» (оригінальна назва англ. Lawless, укр. Незаконний) — американська кримінальна драма режисера Джона Гіллкоута, що вийшла 2012 року. Фільм знято на основі роману Метта Бондюранта «Найп'янкіший округ у світі».
Продюсуванням картини зайнялися Майкл Бенароа, Меґан Еллісон, Люсі Фішер і Даґлас Вік. Прем'єра фільму відбулася 19 травня 2012 року у Франції на Каннському кінофестивалі. В Україні прем'єра відбулась 13 грудня 2012 року.

## Сюжет
| Дія картини розгортається на американському Півдні за часів сухого закону і Великої Депресії. У центрі сюжету — сім'я Бондурант, три брати, Джек, Форрест і Говард, які займаються забороненим на той час бізнесом, бутлегерством. Оптимістично налаштований Джек, наймолодший з братів, сподівається за допомогою бутлегерства заробити грошей і справити враження на свою дівчину Берту. В цей же час Форрест, навпаки, налаштований дуже похмуро, він мовчазний і недовірливий, а Говарду до того ж часто доводиться мати справу з ворогами незаконного сімейного бізнесу, якими є корумповані місцеві поліцейські. |

## У ролях
| Актор            | Персонаж                                    | Роль                          |
| ---------------- | ------------------------------------------- | ----------------------------- |
| Шайа Лабаф       | Джек Бондюрант (англ. Jack Bondurant)       | один із братів Бондюрант      |
| Том Харді        | Форрест Бондюрант (англ. Forrest Bondurant) | один із братів Бондюрант      |
| Джейсон Кларк    | Говард Бондюрант (англ. Howard Bondurant)   | один із братів Бондюрант      |
| Джессіка Честейн | Меґґі Б'юфорд (англ. Maggie Beauford)       | танцівниця із Чикаго          |
| Ґай Пірс         | Чарлі Рейкс (англ. Charlie Rakes)           | маршал                        |
| Ґері Олдмен      | Флойд Беннер (англ. Floyd Banner)           | мафіозі                       |
| Міа Васіковська  | Берта Міннікс (англ. Bertha Minnix)         | донька місцевого проповідника |
| Дейн ДеХаан      | Крікет Пейт (англ. Cricket Pate)            | друг братів Бондюрант         |
| Білл Кемп        | Ходжес (англ. Hodges)                       | шериф                         |
| Лью Темпл        | Генрі (англ. Henry)                         | заступник шерифа              |

## Критика
Фільм отримав загалом позитивні відгуки: Rotten Tomatoes дав оцінку 67% на основі 192 відгуків від критиків і 76% від глядачів із середньою оцінкою 3,8/5, Internet Movie Database — 7,3/10 (65 248 голосів), від Metacritic — 58/100 (38 відгуків) і 6,8/10 від глядачів.

## Про фільм

### Цікаві факти[9]
- Фільм заснований на реальних подіях, що описано у книзі Метта Бондюранта «Найп'янкіший округ у світі» (2008). Автор книги є онуком Джека Бондюранта, якого зіграв Шая Лабаф.

## Саундтрек
Композитори — Нік Кейв і Воррен Елліс. Виконавці: Кейв Елліс, Марк Ланеґан, Еммілу Гарріс, Ральф Стенлі і Віллі Нельсон. Спеціально для запису альбому була створена інструментальна група The Bootleggers.
| #   | Назва                            | Виконавець                                   | Тривалість |
| --- | -------------------------------- | -------------------------------------------- | ---------- |
| 1.  | «Fire and Brimstone»             | The Bootleggers і Марк Ланеґан               | 4:27       |
| 2.  | «Burnin' Hell»                   | The Bootleggers и Ник Кейв                   | 1:56       |
| 3.  | «Sure 'Nuff 'N Yes I Do»         | Ральф Стэнли                                 | 1:27       |
| 4.  | «Fire In the Blood»              | The Bootleggers и Эммилу Харрис              | 1:10       |
| 5.  | «White Light / White Heat»       | The Bootleggers, Ланеган                     | 4:24       |
| 6.  | «Cosmonaut»                      | The Bootleggers, Харрис                      | 3:42       |
| 7.  | «Fire In the Blood / Snake Song» | The Bootleggers, Харрис, Кейв, Стэнли, Эллис | 4:25       |
| 8.  | «So You'll Aim Towards the Sky»  | The Bootleggers, Харрис                      | 5:57       |
| 9.  | «Fire In the Blood»              | The Bootleggers, Харрис                      | 1:06       |
| 10. | «Fire and Brimstone»             | Ральф Стэнли                                 | 2:12       |
| 11. | «Sure 'Nuff 'N Yes I Do»         | The Bootleggers, Ланеган                     | 2:35       |
| 12. | «White Light / White Heat»       | Ральф Стэнли                                 | 1:38       |
| 13. | «End Crawl»                      | Ник Кейв и Воррен Эллис                      | 4:00       |
| 14. | «Midnight Run»                   | Вилли Нельсон                                | 2:37       |